# Carlos Roa
Carlos Ángel Roa (Santa Fe, 15 agosto 1969) è un allenatore di calcio ed ex calciatore argentino, preparatore dei portieri dell'AEK Atene.

## Carriera

### Club
Roa cominciò la sua carriera al Racing Club di Avellaneda nel 1988, dove giocò prima di trasferirsi al Lanús nel 1994. Tre stagioni dopo, e dopo aver vinto la Copa Conmebol nel 1996, andò in Spagna per giocare nel Maiorca.
Con il Maiorca, Roa giocò come primo portiere la stagione 1997-1998 (vincendo la Supercoppa di Spagna), e quella 1998-1999, prima di prendersi un periodo di riflessione religiosa. Trascorse un anno compiendo lavori caritatevoli e religiosi come membro della Chiesa cristiana avventista del settimo giorno, che, tra l'altro, insegna a rispettare il Sabbath, dal tramonto di venerdì a quello di sabato, senza lavorare (o giocare a calcio) per servire gli altri e lodare Cristo senza distrazioni.
Un anno dopo, Roa ritornò al Mallorca per la stagione 2000-2001, ma non trovò la giusta continuità, giocando solo qualche match. Quindi si trasferì ad un'altra squadra spagnola, l'Albacete, però un cancro ai testicoli lo costrinse a smettere di giocare e, dopo un'operazione, a trascorrere un intero anno tra chemioterapia e riabilitazione. Ristabilitosi, tornò ad allenarsi con la squadra spagnola di terza divisione Constancia de Inca, prima di tornare in patria per giocare con l'Olimpo, con il quale si è ritirato nel 2006.

### Nazionale
Fu il portiere della nazionale argentina che prese parte ai Mondiali 1998 svoltisi in Francia. Roa non concesse neanche un gol nella fase a gironi, e divenne un eroe nazionale parando il decisivo rigore della serie contro l'Inghilterra negli ottavi.

## Palmarès

### Competizioni nazionali
- Supercoppa di Spagna: 1

Maiorca: 1998

### Competizioni internazionali
- Coppa CONMEBOL: 1

Lanús: 1996

### Individuale
- ESM Team of the Year: 1

1998-1999
- Trofeo Zamora: 1

1998-1999